# Штайнеггер, Приска
Приска Штайнеггер (нем. Prisca Steinegger, род. 1 сентября 1977, Цюрих) — швейцарская футболистка, игравшая за национальную женскую сборную. Лучшая футболистка Швейцарии 2003 года. В настоящее время выступает за «Цюрих».

## Характеристика
- Позиция на поле: центральная полузащитница.
- В юности играла за ФК Вайдберг (FC Waidberg).
- Затем играла во взрослых составах в командах: Блю Старз (Blue Stars), Шверценбах (Schwerzenbach), Зебах (SV Seebach).

## Профессиональная карьера
- В 1999 г. Штайнеггер получила стипендию для продолжения обучения и тренировок в США, однако не смогла принять её вследствие полученной травмы. Затем она получила место для работы в ФИФА.
- В 1996—2007 годах Штайнеггер играла за швейцарскую сборную. В 2003 году её выбрали футболисткой года в Швейцарии.